# カルージュ

カルージュの紋章

カルージュ (Carouge) はスイス連邦・ジュネーヴ州のジュネーヴのアルヴ川を挟んで南に隣接した基礎自治体（コミューン）。ジュネーヴのほかランシー、ヴェイリエのコミューンに囲まれている。
歴史的経緯からも、旧市街の景観は北イタリアの文化的影響が強く、宗教関係などイタリアの施設が多い。

## データ
- 面積:2.66 km²
- 人口:19114人（2008年1月）

## 歴史
1754年6月3日に調印されたトリノ条約によって、ジュネーヴとサヴォイア公国の間に停戦協定がもたらされ、当時小さな部落ながら、地の利を得たカルージュの町は、急速な発展を見せる。ワイン商に始まり、1770年頃からサヴォワ公の正式な援助を得て、サヴォワの商業都市として発展し、1777年には、ジュネーヴの需要をもにらんだ年に2回の大きな市（現代の見本市に当たる）を開くようになった。1780年には既にサヴォイア公国内でジュネーヴ地方の首都に認定されている。

当初より思想、民族的に開放政策をとったため、1777年にはフリーメイソンの定着が見られ、1783年にはカトリックのサヴォワ領内でありながらプロテスタントの信仰が正式に認められる。1779年にはアルザス地方からのユダヤ人移民を受け入れ、ヨーロッパで最古のユダヤ人墓地ができることになった。

1786年1月31日にサルデーニャ王ヴィットーリオ・アメデーオ3世から都市に認められ、現在の紋章が与えられた。

1792年にナポレオン・ボナパルトのイタリア遠征軍によって、隣国のジュネーヴと共にフランスのレマン県に併合されるが、ナポレオンの運命と共に1814年5月以来、サルデーニャ王国、フランス、サルデーニャ王国へと併合を繰り返され、1816年3月16日のトリノ条約によって、既にスイス連邦に加盟していたジュネーヴ州の一部となることが決まる。

現在では、ジュネーヴに隣接した静かな住宅地、またショッピングセンターや休日営業の商店がある町として親しまれている。